# Forza Motorsport 7
Forza Motorsport 7 — гоночная компьютерная игра, разработанная компанией Turn 10 Studios и изданная Microsoft Studios. Игра вышла на Windows и Xbox One 3 октября 2017 года. Она стала десятой частью серии Forza.

## Игровой процесс
Forza Motorsport 7 — это гоночный автосимулятор. В нём представлены более 700 автомобилей и более 200 различных конфигураций в гонке на 30 мест, в том числе все из них из Forza Motorsport 6; вымышленная уличная трасса в Дубае является одной из новых схем и нескольких треков, возвращающихся из «Forza 4», в том числе Мэйпл Валли, Киркут-Хат & Судзука. Две функции, которые являются новыми для Motorsport, включают динамическую погоду (впервые применено в Horizon) и настраиваемые драйватары.

## Производство
Forza Motorsport 7 разработана Turn 10 Studios на ставшем традиционным для серии Motorsport игровом движке ForzaTech. Игра была разработана вместе с консолью Xbox One X. Turn 10 обеспечивала команду оборудования Xbox с обратной связью. Игра работает на Xbox One X в разрешении 4K и выводит изображение с частотой в 60 кадров в секунду.
В игре отсутствуют автомобили марки Toyota ввиду проблем лицензирования. Однако, исключение составили гоночные болиды.

## Релиз
Forza Motorsport 7 была официально объявлена 11 июня 2017 года на пресс-конференции Microsoft во время E3 2017. В 2018 Porsche 911 GT2 RS был обнаружен вместе с игрой в рамках шестилетней лицензионной сделки между Microsoft и производителем автомобилей Porsche. Игра выпущена на Xbox One и Windows 10 по программе Xbox Play Anywhere.

## Отзывы
| Сводный рейтинг | Сводный рейтинг |
| Агрегатор       | Оценка          |
| --------------- | --------------- |
| GameRankings    | 85,20 %         |